# 高城和義
高城 和義（たかぎ かずよし、1942年 - 2023年7月21日）は、日本の社会学者。帝京大学文学部教授。法学博士。

## 略歴
宮城県生まれ。1965年、東北大学法学部卒業後、名古屋大学大学院法学研究科博士課程単位取得退学。専門は、医療社会学、政治社会学。タルコット・パーソンズ研究の第一人者として挙げられる。
名古屋大学法学部助手、日本福祉大学社会福祉学部専任講師、岡山大学法学部教授などを経て、1998年より東北大学文学部教授（社会学）。また、この間には、カリフォルニア大学バークレー校東アジア研究所客員研究員、ウォータールー大学客員教授、ブリティッシュコロンビア大学客員研究員などを歴任。
1998年より、東北大学大学院文学研究科教授。2006年3月定年退官後、帝京大学文学部教授に就任。
2023年7月21日　逝去。

## 著書

### 単著
- 『パーソンズの理論体系』（1986年、日本評論社）
- 『現代アメリカ社会とパーソンズ』（1988年、日本評論社）
- 『アメリカの大学とパーソンズ』（1989年、日本評論社）
- 『パーソンズとアメリカ知識社会』（1992年、岩波書店）
- 『パーソンズ――医療社会学の構想』（2002年、岩波書店）
- 『パーソンズとウェーバー』（2003年、岩波書店）

### 共編
- （窪田暁子）『福祉の人間学――開かれた自律をめざして』（2004年、勁草書房）

### 訳書
- アントニー・D・スミス『ネイションとエスニシティ――歴史社会学的考察』（巣山康司ほかと共訳）（1999年、名古屋大学出版会）
- タルコット・パーソンズ『人間の条件パラダイム――行為理論と人間の条件 第四部』（富永健一ほかとの共訳）（2002年、勁草書房）